# Blakea laevigata
Blakea laevigata är en tvåhjärtbladig växtart som beskrevs av David Don. Blakea laevigata ingår i släktet Blakea och familjen Melastomataceae. Inga underarter finns listade i Catalogue of Life.